# Église orthodoxe de la Sainte Trinité de Riga
L'église orthodoxe de la Sainte Trinité de Riga (en letton : Rīgas Svētās Trīsvienības pareizticīgo baznīca) est une église orthodoxe située  dans le voisinage Āgenskalns de Riga en Lettonie,.

## Description
L'édifice de l'Église orthodoxe de Lettonie a été construite en 1895 au 2, rue Meža iela, dans le quartier Āgenskalns. 
Il s'agit de la plus ancienne église orthodoxe, construite dans un style éclectique comme élément dominant du panorama la rive gauche du Daugava. Une école du dimanche pour enfants et une bibliothèque de littérature religieuse fonctionnent dans l'église.
Au sous-sol se trouve une salle de prière avec un autel de Saint Pantaléon.

## Galerie

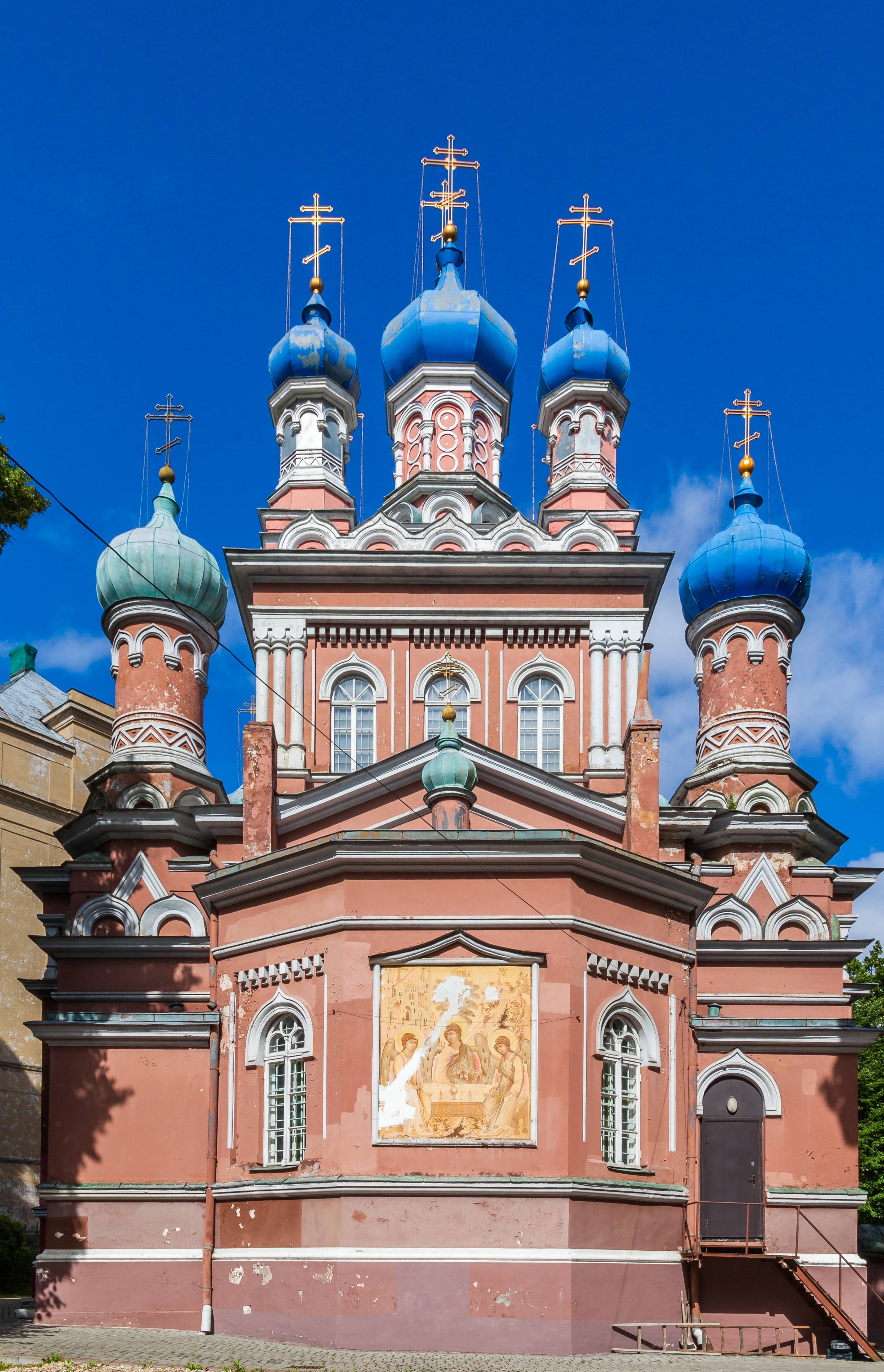
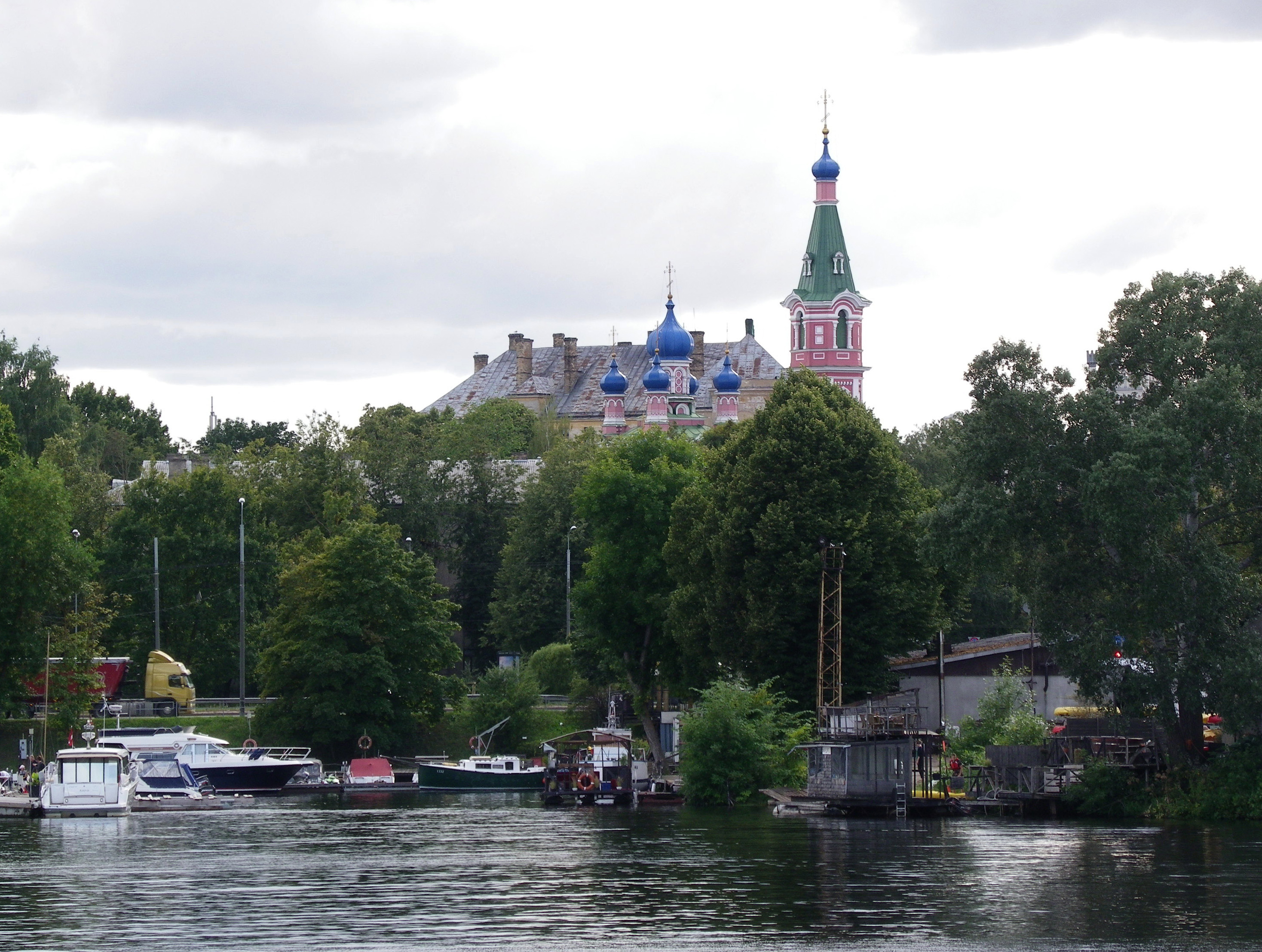
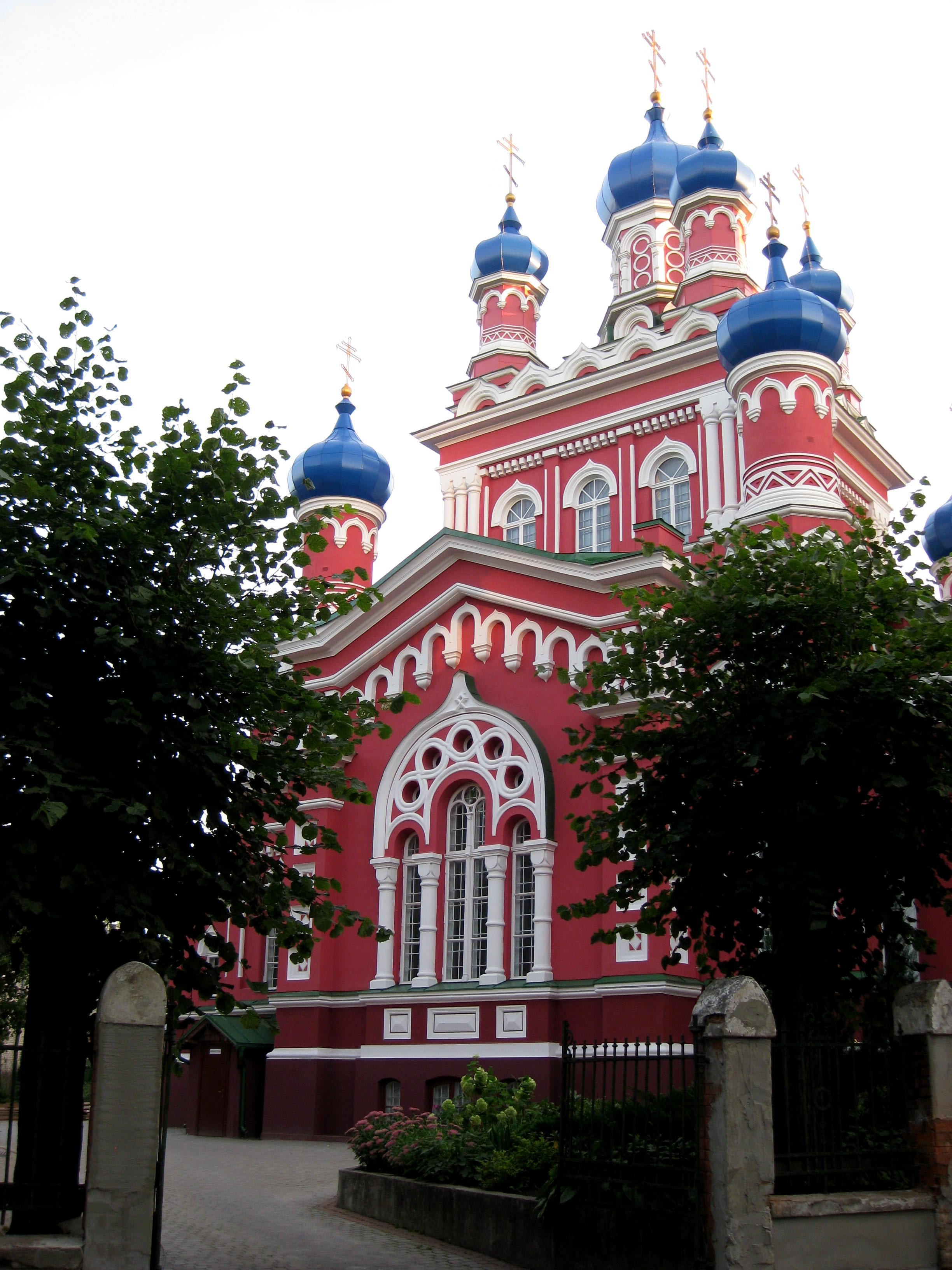
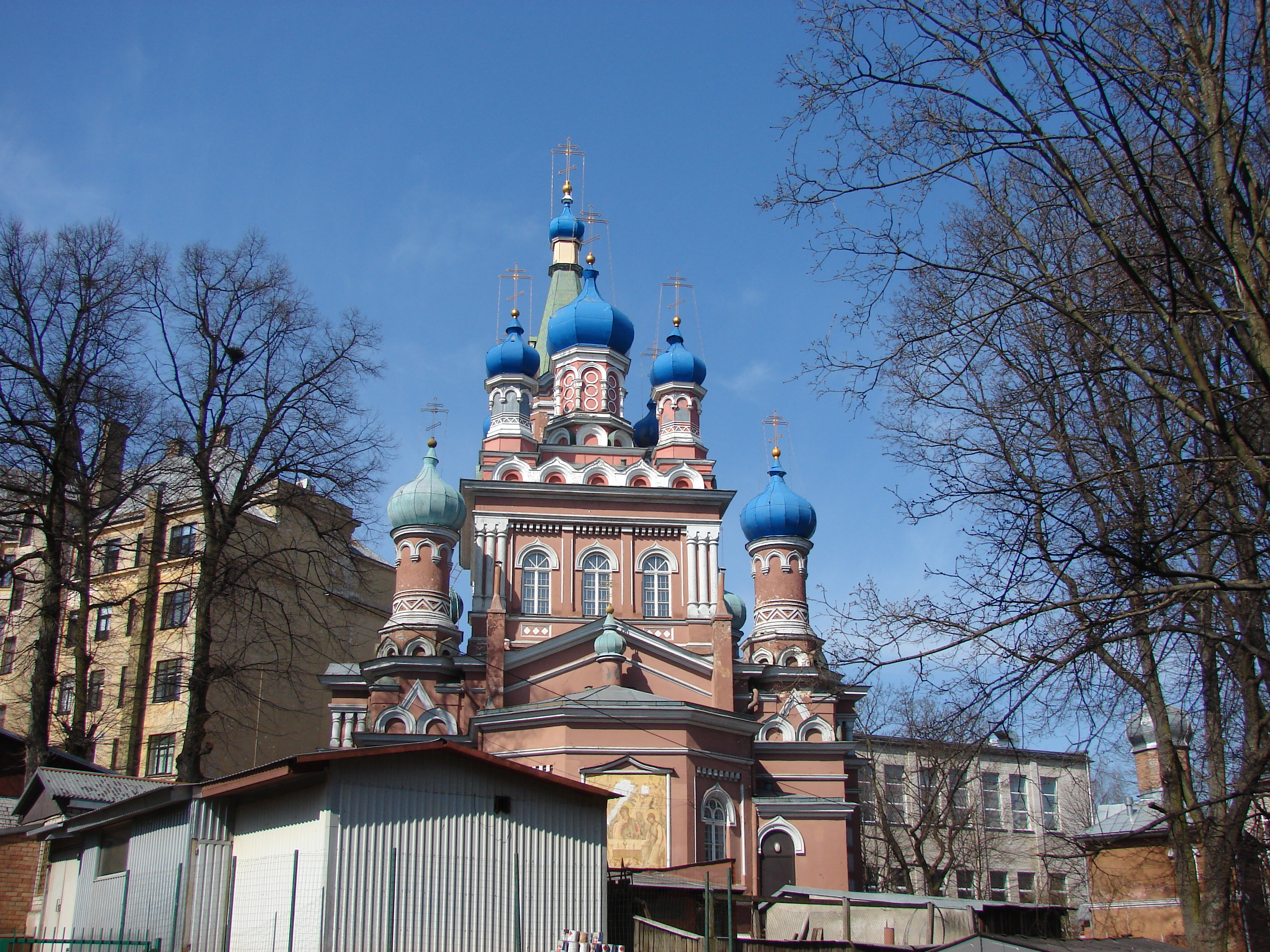

## Architecture
L'église orthodoxe de la Sainte Trinité est un bâtiment à coupole croisée de style éclectique, dans lequel se manifestent les caractéristiques de l'architecture moscovite du XVIIe siècle.
L'église a un plan symétrique. Le vestibule d'entrée est suivi d'une antichambre, puis d'une nef spacieuse, qui se termine par l'abside de l'autel. 
L'église est éclairée par douze fenêtres. Dans la partie ouest de la salle paroissiale se trouve la balustrade du chœur.
Les images des évangélistes et des apôtres peintes par P. Zikova sont placées sur des voiles à l'intérieur du dôme de l'église. 
Les murs sont décorés de bandes d'ornements géométriques, plus l'ornement est proche du sol, plus il est simple. 
L'iconostase a trois niveaux et est sculptée en bois de tilleul. Le sol de l'iconostase est peint en rose, mais toutes les sculptures en bois sont dorées. Sur le mur ouest de l'église se trouve une plaque commémorative de la consécration de l'église réalisée par le sculpteur V. Schultz, qui mentionne tous ses bâtisseurs.
La décoration principale de l’église est constituée de coupoles. 
L'édifice est dominé par un clocher de quatre étages, qui se termine par un mince toit pyramidal ainsi qu'un dôme et une croix en forme de bulbe. 
Les murs extérieurs de l'église sont divisés par des pilastres, entre lesquels sont placées des fenêtres  richement décorees. Les murs extérieurs sont décorés de fresques. L'église était peinte en quatre couleurs : rose clair, violet clair, bleu clair et or.
En 1932, sur recommandation de l'architecte du Synode de l'Église orthodoxe de Lettonie, Vladimir Šervinskis, elle fut peinte en rouge ocre par le maître peintre A. Freigangs.